# Poecilopsyche nakula
Poecilopsyche nakula är en nattsländeart som beskrevs av Schmid 1968. Poecilopsyche nakula ingår i släktet Poecilopsyche och familjen långhornssländor. Inga underarter finns listade i Catalogue of Life.